# En karl i huset
En karl i huset (engelska: The Upper Hand) är en brittisk komediserie från 1990-1996. Serien är en adaption av den amerikanska komediserien Vem är chefen? (Who's the Boss?). Caroline är en hårt arbetande ensamstående mor som anställer ungkarlen Charlie som hjälpreda och för att sköta hushållet. Med sig när han flyttar in är hans tonårsdotter Jo. Carolines mor är också ofta på besök, alltmer ofta sedan Charlie anlände. Caroline och Charlie blir senare ett par i serien.

## Rollista i urval
- Joe McGann - Charlie Burrows
- Diana Weston - Caroline Wheatley
- Honor Blackman - Laura West
- Kellie Bright - Joanna "Jo" Burrows
- William Puttock - Tom Wheatley